# Fimbristylis phaeoleuca
Fimbristylis phaeoleuca là loài thực vật có hoa trong họ Cói. Loài này được S.T.Blake mô tả khoa học đầu tiên năm 1940.